# Поручейница
Поруче́йница, или Катаброза (лат. Catabrósa), — род травянистых растений семейства Злаки (Poaceae), распространённый во внетропических регионах Северного полушария.

## Ботаническое описание

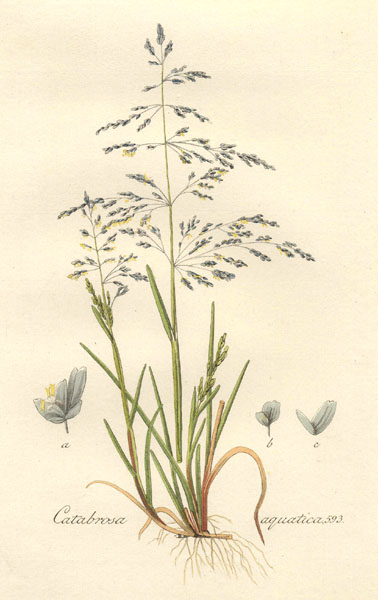
Поручейница водяная — типовой вид рода.

Многолетние травянистые растения, 10—50 (80) см высотой. Стебли прямостоячие или восходящие. Листья линейные, обычно плоские, 2—10 мм шириной, голые и гладкие. Влагалища от основания на ½—⅔ длины сросшиеся, без ушек. Язычки перепончатые, 1.5—5 мм длиной.
Колоски 2—3-цветковые, слегка сжатые с боков, собранные рыхлым метельчатым соцветием. Цветки обоеполые, опыляются ветром (анемофилия). Колосковые чешуйки между собой неравные, значительно меньше прицветных. Наружная прицветная чешуйка с выпуклой спинкой, с 3 жилками, тупая и на верхушке плёнчатая. Зерновка продолговато-эллиптическая, несколько сжатая с боков. Цветение происходит с июня по август, семена созревают с июля по сентябрь.

## Виды
Род включает 7—12 близкородственных видов:
- Catabrosa afghanica Tzvelev (2013)
- Catabrosa aquatica (L.) P.Beauv. (1812) typus[1] — Поручейница водяная, или Поручейница водная
- Catabrosa atrata (Tzvelev) Tzvelev (2013) — Поручейница потемневшая
- Catabrosa bogutensis Punina & Nosov (2016) — Поручейница богутская
- Catabrosa drakensbergensis (Hedberg & I.Hedberg) Soreng & Fish (2011)
- Catabrosa kneuckeri Tzvelev (2013) — Поручейница Некера
- Catabrosa ledebourii Punina & Nosov (2016) — Поручейница Ледебура
- Catabrosa longissima Tzvelev (2013) — Поручейница длиннометельчатая
- Catabrosa minor (Bab.) Tzvelev (2013) — Поручейница малая
- Catabrosa pseudairoides (J.Herrm.) Tzvelev (1965) — Поручейница ложноаировидная
- Catabrosa werdermannii (Pilg.) Nicora & Rúgolo (1981) — Поручейница Вердерманна